# Calliandra bella
Calliandra bella är en ärtväxtart som först beskrevs av Spreng., och fick sitt nu gällande namn av George Bentham. Calliandra bella ingår i släktet Calliandra och familjen ärtväxter. Inga underarter finns listade i Catalogue of Life.